# アシスト (スポーツ)
アシスト（Assist）とは、サッカーやアイスホッケーなどスポーツの試合での得点に貢献したパスなどを供給したプレーや、供給した選手に対して与えられる記録項目である。漢字で補点と表記されることもある。必ずしも一人の選手に限定されない。ダブルアシストという形で2人の選手にアシストを付ける場合もある。

## 概要
日本のサッカーでは社会人の日本リーグや大学・高校の主要大会で表彰されていたが、社会人リーグがプロ組織のJリーグに移行してからは公式記録としては表彰されなくなった。しかし、サッカー番組や各種サッカー誌では独自に集計したアシストランキングを公表している。こうしたランキングは公式記録ではないため、各媒体でポイントや順位が異なる場合がある。
アイスホッケーにおいてはスコアボードに2人分アシスト表示欄が用意されている。パスを受けて直ちに放ったショットがゴールキーパーに弾かれた所を別の選手が即座に叩き返して得点した場合、最初のショットを放った選手に2人目のアシストが記録されるためである。この場合場内放送では2人目はダブルアシストとして明確に分けて紹介されるが記録上はどちらも同じアシストである。
また、野球での補殺のことを英語でアシストと呼ぶが、日本ではアシストと呼ばれることは少ない。
自転車のロードレースでのアシストとは、チームのエース格以外の選手を表す。